# Naarvali
I Naarvali (conosciuti anche come Nahavali, Naha-Narvali o Nahanavali) furono un'antica tribù germanica orientale. Secondo lo storico romano Tacito facevano parte del popolo dei Lugi, di una delle cinque tribù più potenti. Vivevano tra i fiumi Oder e Vistola.
E mentre Tacito non menziona nel suo elenco i Silingi, egli posiziona i Naarvali approssimativamente nella stessa regione in cui Claudio Tolomeo posizionava proprio i Silingi.

## Religione
Tacito, infine, li menziona anche come i custodi del Santuario dei Lugi, un boschetto dedicato agli dèi gemelli Alcis, che lo scrittore romano associa ai romani Castore e Polluce. A questo rito presiedeva un sacerdote in abiti femminili.